# Mekodlakava prosulja
Mekodlakava prosulja (lat. Cenchrus longisetus), višegodišnja biljka iz porodice trava. Potječe iz sjeveroistočne Afrike (Eritreja, Etiopija i Somalija) i Arapskog poluotoka (Jemen). Uvezena je po drugim kontinentima obje Amerike, Australija, Europa, Novi Zeland). Uvezena je i u Hratsku.
Ova korisna biljka koristi se kao hrana za životinje i u medicini.

## Sinonimi
- Cenchrus villosus (R.Br. ex Fresen.) Kuntze; Revis. Gen. Pl. 3(3): 347 (1898), nom. illeg., non (Spreng.) Spreng. 1824
- Pennisetum angustifolium E.Vilm.; Fl. Pleine Terre: 599 (1863), pro syn.
- Pennisetum villosum R.Br. ex Fresen.; Mus. Senckenberg. 2: 134 (1837)
- Pennisetum villosum var. humile Hochst. ex A.Rich.; Tent. Fl. Abyss. 2: 387 (1852)

- C. longisetus
- C. longisetus
- C. longisetus

## Vanjske poveznice
|  | Zajednički poslužitelj ima još gradiva o temi Cenchrus longisetus |